# Provençaalse woelmuis
De Provençaalse woelmuis (Microtus duodecimcostatus) is een woelmuis, behorende tot de ondergrondse woelmuizen. De Provençaalse woelmuis komt enkel voor in Zuidwest-Europa.
De Provençaalse woelmuis heeft een dichte, fluwelen vacht die rossig tot geelbruin van kleur is aan de rugzijde, en zilvergrijs tot donkerroodachtig grijs van kleur aan de buikzijde. De oren zijn klein en gedeeltelijk in de vacht verborgen. Ook de ogen zijn vrij klein. Hij wordt 85 tot 107 millimeter lang en 14 tot 28 gram zwaar. De staart is 19 tot 35 millimeter lang.
Het is een nacht- en schemeringsdier, die leeft in ondergrondse gangen. Hij eet voornamelijk peulvruchten en grassen. De Provençaalse woelmuis krijgt één tot vijf jongen per worp. Belangrijke vijanden zijn onder andere de kerkuil en de vos.
De Provençaalse woelmuis komt voornamelijk op het Iberisch Schiereiland voor (met uitzondering van het noorden), en in Frankrijk langs de Middellandse Zeekust.